# Sidemia uralensis
Sidemia uralensis är en fjärilsart som beskrevs av Embrik Strand 1921. Sidemia uralensis ingår i släktet Sidemia och familjen nattflyn. Inga underarter finns listade i Catalogue of Life.